# Marrit Leenstra (Eisschnellläuferin)
Marrit Leenstra (* 10. Mai 1989) ist eine niederländische Eisschnellläuferin.

## Eisschnelllaufkarriere
Marrit Leenstra debütierte 2007 bei den Weltmeisterschaften in Moskau. 2009 konnte sie sich für die Eisschnelllauf-Einzelstreckenweltmeisterschaften für Frauen qualifizieren, die sie als Zehntplatzierte abschließen konnte.
Nach einer enttäuschenden Saison 2010, konnte Leenstra in der darauffolgenden Saison den Durchbruch erleben: bei den Niederländische Allround-Meisterschaften des KNSB wurde sie Erstplatzierte im 500-Meter-, als auch im 1500-Meter-Rennen; schloss die europäischen Meisterschaften als Drittplatzierte ab und wurde Vierte bei den Weltmeisterschaften in Kanada.
Bei den Einzelstreckenweltmeisterschaften 2011 in Inzell gewann sie die Silbermedaille in der Teamverfolgung zusammen mit Ireen Wüst und Diane Valkenburg.
2013 wurde Leenstra bei den Weltmeisterschaften zusammen mit Ireen Wüst und Diane Valkenburg Weltmeisterin in der Teamverfolgung. 2014 bei den Olympischen Winterspielen in Sotschi gewann sie im Team Gold. Bei den Olympischen Winterspielen 2018 in Pyeongchang gewann sie über 1500 Meter die Bronzemedaille.
Leenstra hat bei den niederländischen Meisterschaften bisher fünf Titel gewonnen. Darunter ist auch der Sieg über 1000 Meter und im Sprintvierkampf 2013.
Im August 2018 gab Leenstra das Ende ihrer professionellen Eisschnelllaufkarriere bekannt.

## Privatleben
Marrit Leenstra ist mit dem italienischen Eisschnellläufer Matteo Anesi verheiratet. Die beiden haben eine gemeinsame Tochter.